# Alien: Romulus
Alien: Romulus este un film american de groază științifico-fantastică din 2024, regizat de Fede Álvarez, care a scris scenariul împreună cu Rodo Sayagues. Produs de Scott Free Productions și Brandywine Productions, este al șaptelea film din franciza Alien, a cărei actiune este plasată între evenimentele din Alien (1979) și Aliens (1986). Filmul îi are în distribuție pe Cailee Spaeny, David Jonsson, Archie Renaux, Isabela Merced, Spike Fearn și Aileen Wu. În această ecranizare un grup de tineri coloniști spațiali se confruntă cu un Xenomorph în timp ce incearcă să scape de pe o stație spațială abandonată.
La CinemaCon din aprilie 2019, 20th Century Fox și-a anunțat planurile de a produce viitoare filme Alien. Álvarez a fost atașat ca regizor în martie 2022, iar Spaeny s-a alăturat filmului  mai târziu în acel an. Filmările au avut loc din martie până în iulie 2023.
Alien: Romulus a avut premiera mondială la Los Angeles pe 12 august 2024 și a fost lansat în cinematografe în Statele Unite de 20th Century Studios pe 16 august. Filmul a primit, în general, recenzii pozitive de la critici și a încasat 225,439,383 milioane de dolari în întreaga lume.

## Rezumat
În 2142, o sondă Weyland-Yutani recuperează un cocon mare din epava navei USCSS Nostromo. Câteva luni mai târziu, în colonia Jackson's Star de pe planeta veșnic întunecată LV-410, colonista orfană Rain Carradine descoperă că Weyland-Yutani i-a prelungit forțat contractul de muncă. Hotărâtă să evadeze, ea face echipă cu fratele ei adoptiv, Andy, un android defect reprogramat de tatăl ei; cu fostul ei iubit, Tyler; cu sora lui însărcinată, Kay; cu vărul lor, Bjorn; și cu sora adoptivă a lui Bjorn, Navarro. Grupul rechiziționează transportorul Corbelan IV pentru a ajunge la Renaissance, o stație Weyland-Yutani aparent abandonată, împărțită în modulele Romulus și Remus, cu intenția de a fura echipament de criostază pentru a supraviețui călătoriei de mai mulți ani către Yvaga III, o planetă aparent idilică, neafiliată Weyland-Yutani.
Andy face interfață cu stația pentru a accesa Remus și află că Yvaga III nu permite androizii, ceea ce înseamnă că va trebui să rămână în urmă, lăsându-l pe Rain plin de remușcări. Tyler și Bjorn încearcă să recupereze combustibilul pentru criostază, dar declanșează neintenționat o închidere și eliberează zeci de paraziți facehugger. În disperare de cauză, Rain îmbunătățește accesul de securitate al lui Andy cu un cip de control de la androidul (ofițerul științific avariat al stației), Rook. Totuși, această reprogramare schimbă loialitatea lui Andy de la Rain la Weyland-Yutani. Andy conduce grupul în siguranță, dar nu înainte ca un facehugger să o lase însărcinată pe Navarro. 
Rain îl reactivează pe Rook, care dezvăluie că coconul conținea xenomorph care a ucis majoritatea echipajului de pe Nostromo. Oamenii de știință ai Renaissance au experimentat pe extraterestru, bioinginerie inversă. Cu toate acestea, xenomorphul a scăpat și a masacrat majoritatea echipajului; cei rămași au murit când xenomorphul a fost ucis, iar sângele său acid s-a topit prin carena lui Remus, provocând decompresie explozivă.
Bjorn încearcă să fugă cu Navarro și Kay pe Corbelan, dar un xenomorph infantil izbucnește din pieptul lui Navarro, omorând-o și făcând ca Corbelan să se prăbușească în hangarul lui Romulus, accelerând cursul inevitabil de coliziune al stației cu inele planetare din LV-410. În timp ce xenomorphul infant se transformă rapid în forma sa adultă, Bjorn îl rănește cu un baston paralizant și este stropit cu sângele său, care îl ucide. Kay fuge în Romulus, urmărită de creatură. Rain și Tyler încearcă să o salveze, dar Andy bănuiește că xenomorphul o folosește ca momeală și refuză să deschidă ușa care îi desparte. Neajutorați, ei privesc cum xenomorphul o ia pe Kay.
Rook îl însărcinează apoi pe Andy să recupereze Z-01, un fluid puternic recoltat de la facehuggeri care poate rescrie și adapta rapid ADN-ul. Rook intenționează să îl folosească pentru a crea oameni perfecți genetic, capabili să se dezvolte în spațiu. El ordonă ca acesta să fie dus la Jackson's Star, altfel nu va elibera Corbelan. Rain și Tyler se înarmează cu puști, dar Andy îi avertizează să nu rănească xenomorphul pentru a evita o nouă decompresie explozivă.
Grupul descoperă un cuib de xenomorphi, unde o salvează pe Kay, grav rănită. Andy îi oferă o doză de Z-01, care îi permite să se vindece rapid. Hoarde de facehuggeri și xenomorphi îi atacă, iar Tyler se sacrifică pentru a le proteja pe Rain și Kay în timp ce Andy este incapacitat. Rain o trage pe Kay în siguranță și apoi se întoarce pentru a-l salva pe Andy, restabilindu-i programarea originală. Cu xenomorphi în jurul lor, Rain dezactivează gravitația stației, permițându-i să-i împuște fără ca sângele lor să atingă carena. Pe măsură ce gravitația se reactivează, Rain este confruntată cu xenomorphul Navarro, dar Andy intervine și îl ucide. Rain și Andy scapă cu greu la bordul lui Corbelan în timp ce Renaissance este distrusă de inelele lui LV-410.
În timp ce Rain și Andy se pregătesc pentru călătoria lor spre Yvaga, Kay dă naștere unui hibrid om-xenomorph mutat de Z-01. Hibridul o ucide pe Kay și îl dezactivează pe Andy înainte ca Rain să îl ejecteze în inelele lui LV-410, dezintegrându-l. După înregistrarea unui jurnal audio, Rain și Andy intră în criostază, sperând să ajungă vii pe Yvaga III.

## Distribuție
- Cailee Spaeny ca Rain Carradine, un miner orfan[6]
- David Jonsson în rolul lui Andy, un android reprogramat de răposatul tată al lui Rain ca frate surogat al acesteia[7]
- Archie Renaux Tyler Harrison, fratele lui Kay și fostul iubit al lui Rain[7]
- Isabela Merced în rolul lui Kay Harrison, sora însărcinată a lui Tyler[6]
- Spike Fearn în rolul lui Bjorn, vărul lui Tyler și Kay, care și-a pierdut mama din cauza unui android[7]
- Aileen Wu în rolul lui Navarro, pilot și sora adoptivă a lui Bjorn[8][9][10][11]

Rook, un android (ofițer științific) de la bordul navei Romulus, este dublat de Daniel Betts, iar aspectul său fizic este bazat pe asemănarea regretatului Ian Holm, care l-a portretizat pe androidul Ash în filmul original. După obținerea permisiunii de la moștenitorii lui Holm, Rook a fost realizat de compania de efecte Legacy Effects, care a creat un cap și un trunchi animatronic bazat pe o scanare a capului făcută de Holm în timpul producției trilogiei de filme Stăpânul Inelelor. Pentru anumite secvențe, personajul practic a fost, de asemenea, îmbunătățit de tehnologia CGI și deepfake AI de la compania CGI Metaphysic, cum ar fi pentru replicile de sincronizare a buzelor sau pentru îmbunătățirea nasului și a ochilor. Înregistrările dialogului lui Betts au fost apoi modificate cu software-ul de filtrare Speecher, pentru a fi bazate pe dialogul lui Ash extras din originalul Alien.
Trevor Newlin îl portretizează pe xenomorph, în timp ce hibridul om-xenomorph (creditat ca „Descendența”) este portretizat de fostul jucător de baschet român Robert Bobroczkyi. Pentru a portretiza pe Offspring, Bobroczkyi a purtat machiaj protetic pe tot corpul creat de Legacy Effects, cu excepția cozii creaturii care a fost CGI.

## Producție

### Dezvoltare

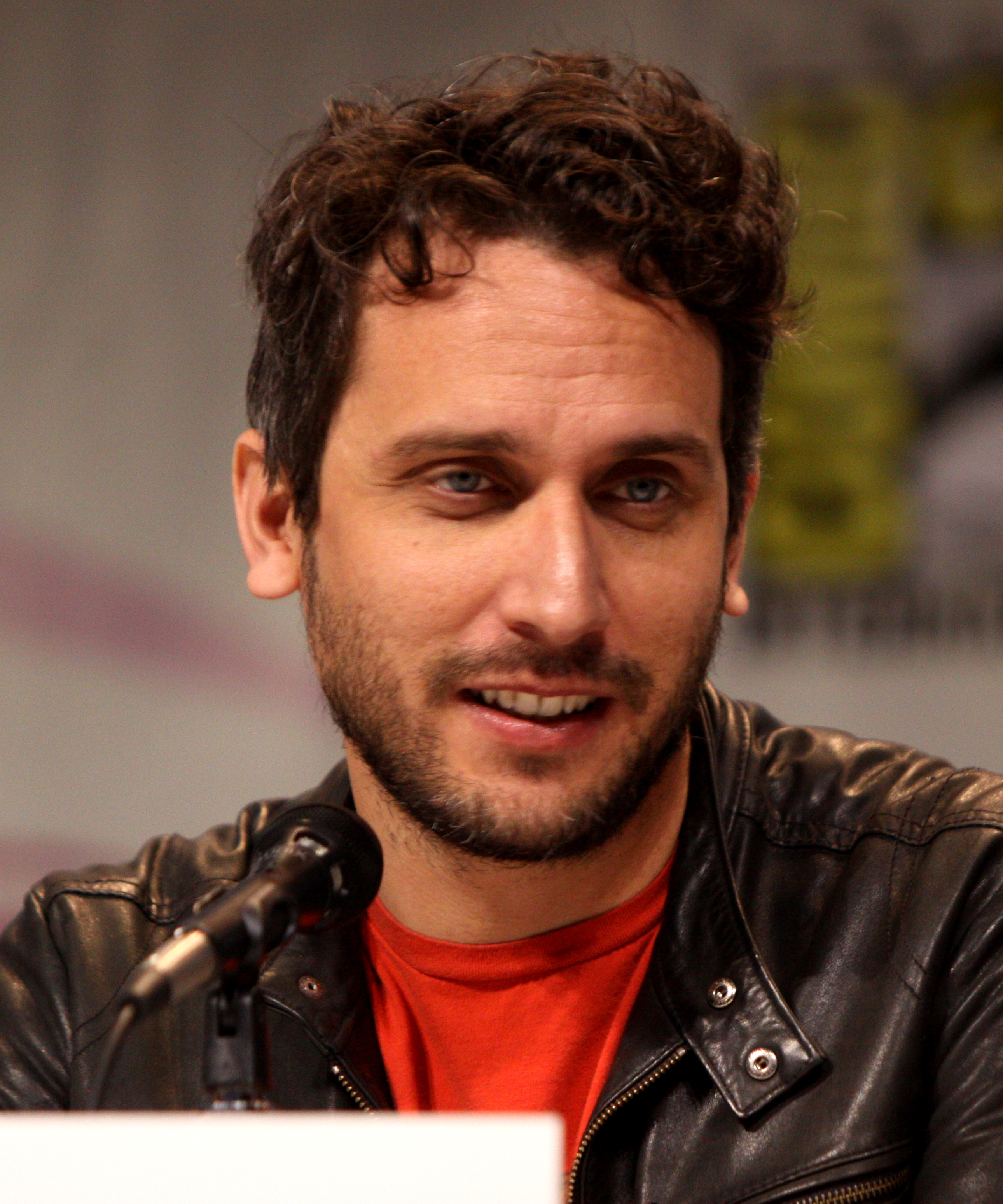
Fede Álvarez a fost ales să regizeze filmul după ce și-a prezentat propria poveste

După achiziția 21st Century Fox de către The Walt Disney Company, 20th Century Fox a confirmat la CinemaCon din 2019 că viitoarele filme Alien erau în dezvoltare. În martie 2022, s-a raportat că Fede Álvarez va scrie și regiza un al șaptelea film Alien după pitching-ul propriei sale povești, despre care s-a spus că va fi „fără legătură” cu filmele anterioare din franciză, proiectul urmând să fie lansat pe Hulu. Álvarez a precizat ulterior că filmul nu este o poveste independentă. Se spune că filmul va avea loc între evenimentele din Alien (1979) și Aliens (1986), unii membri ai echipei tehnice întorcându-se de la ultimul film.
Álvarez a rămas cât mai aproape posibil de canonul stabilit al seriei de filme și a folosit fan wikiul Xenopedia ca punct de referință în timp ce scria povestea. Filmul prezintă legături și referințe la toate cele șase filme anterioare Alien - Alien, Aliens, Alien 3 (1992), Alien Resurrection (1997), Prometheus (2012), și Alien: Covenant (2017) - într-o anumită calitate. În special, filmul se leagă direct de Alien și Prometheus, cu Weyland-Yutani recuperând xenomorphul care a atacat-o pe Ellen Ripley în Alien de pe USCSS Nostromo, un android numit Rook care seamănă fizic cu Ash din primul film, și „mâzga neagră” din Prometheus care dă naștere unui hibrid om-xenomorph care seamănă cu un inginer din Prometheus și cu creatura din finalul filmului Resurrection. Rook apare prin intermediul unui animatronic cu asemănarea regretatului Ian Holm, care l-a interpretat anterior pe Ash. Álvarez a confirmat legăturile cu Prometheus și a declarat că asemănarea hibridului cu Inginerii a fost intenționată; acest lucru a fost făcut pentru a face o punte între prequel-uri și filmele originale. Filmul se inspiră și din jocul video Alien: Isolation(2014). Acest lucru a implicat integrarea punctelor de înregistrare a telefoanelor de urgență din joc în scenografia filmului. Aceste telefoane, care au funcționat ca puncte de salvare în joc, au servit ca easter eggs care ar prefigura pericolul iminent pentru public. Sarcina personajului Kay a fost inspirată de Dina din The Last of Us Part II (2020) datorită faptului că Álvarez a jucat jocul în timp ce scria filmul. Povestea se concentrează pe trei perechi de frați, fie rude de sânge sau familie la alegere. Acesta a fost confirmat de regizor și actori.

### Casting
Până în noiembrie 2022, Cailee Spaeny a intrat în negocieri pentru a juca în film. În martie 2023, Isabela Merced urma să joace alături de Spaeny. Mai târziu în acea lună, David Jonsson, Archie Renaux, Spike Fearn și Aileen Wu s-au alăturat distribuției. Renaux a dat, de asemenea, audiții pentru rolul lui Jonsson și a fost distribuit în secret în decembrie 2022; în timp ce Fearn a fost distribuit în februarie 2023 după două înregistrări rapide. Fearn a încercat inițial să adopte un accent american, dar regizorul i-a cerut să-și păstreze accentul britanic.

### Filmări

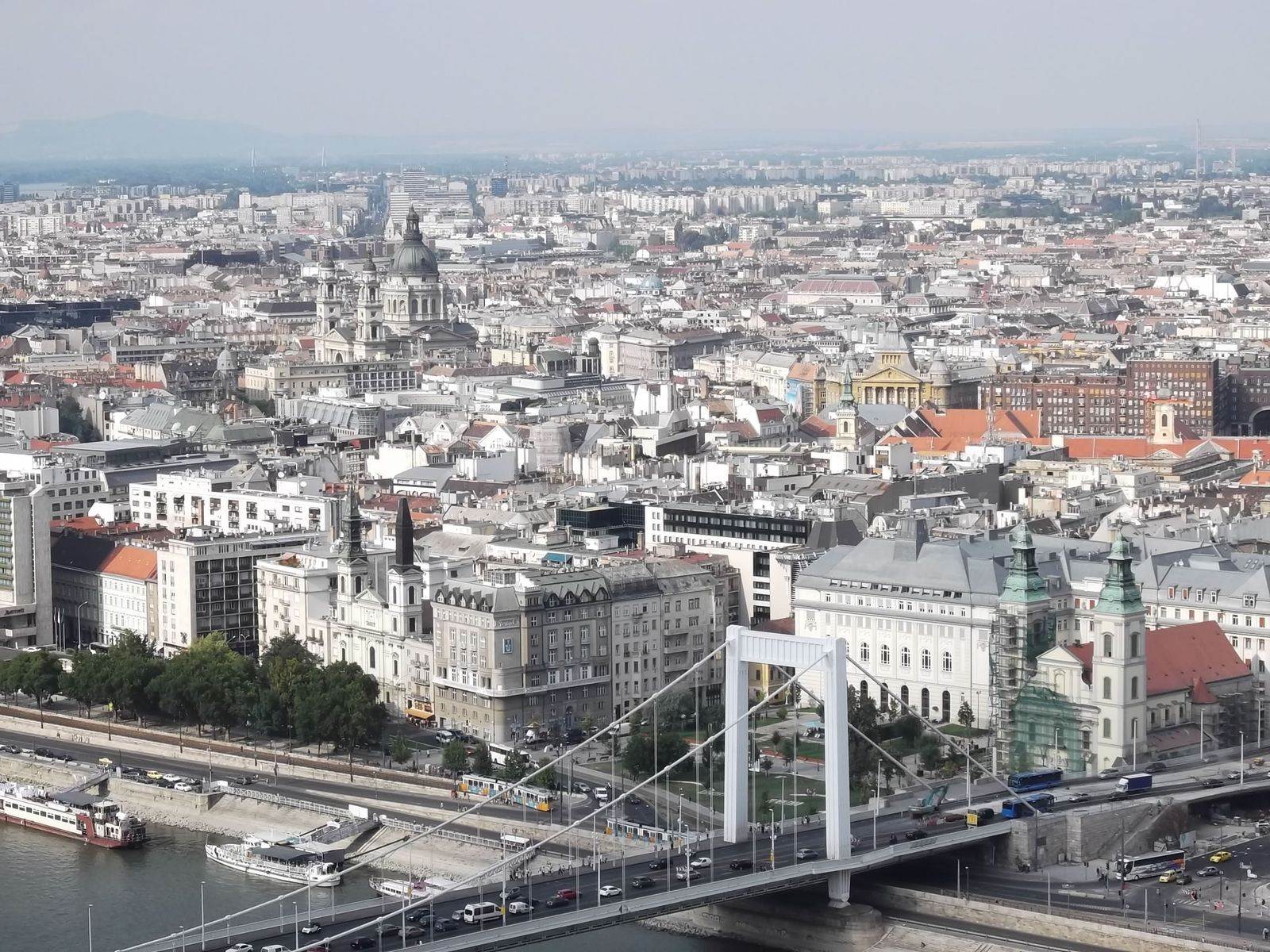
Filmările au avut loc în Budapesta, care a fost aleasă pentru „locațiile sale ieșite din comun”

Filmările principale au avut loc în Budapesta în perioada 9 martie - 3 iulie 2023, folosind locații unice, inclusiv o centrală electrică funcțională pentru colonia minieră Jackson's Star. Designerul de producție Naaman Marshall a urmărit să reinterpreteze lumea Alien, onorând în același timp moștenirea francizei, în special primele două filme din serie. Ca atare, secțiunea Romulus a stației spațiale Renaissance a fost proiectată pentru a aminti de scenografia văzută în filmul Alien și în jocul video Alien: Isolation, influențată de arta conceptuală originală Alien a lui Ron Cobb, precum și de mașinile și vehiculele grele industriale. Între timp, secțiunea mai avansată Remus a fost proiectată pentru a aminti de designul de producție descris în filmul Aliens. Decorurile au fost construite ca spații închise, cu cabina transportatorului Corbelan IV construită pe un cardan pentru a simula zborul.
Filmul a fost filmat cronologic și a pus accentul pe efecte practice, folosind decoruri fizice și desene ale creaturilor pentru a spori realismul. Această abordare s-a concentrat pe crearea unei experiențe tangibile, imersive, în contrast cu dependența mai mare de CGI în producțiile moderne. În acest scop, companiile de efecte Legacy Effects, Studio Gillis, și Wētā Workshop au creat Xenomorphii adulți practici ai filmului, chestbursterii și facehuggerii, respectiv, și producția ar alterna între utilizarea animatronicelor, păpușilor cu tijă sau costumelor creatură în funcție de cantitatea de mișcare necesară pentru filmare. Xenomorph a fost realizat pentru a semăna mai mult cu designul original Alien al lui H. R. Giger din primul film, decât cu designurile din continuări. Cu toate acestea, designul Xenomorphilor a fost modificat pentru a avea pielea zimțată asemănătoare cu cea a unui rechin, pentru a da impresia că cineva poate fi tăiat doar atingându-l. Studiourile Filmefex au creat machiaj protetic pentru actori, precum și cadavrele din film, în timp ce o secvență care prezintă imagini de securitate în timp ce un șobolan este strivit și regenerat a fost o animație stop motion creată de Phil Tippett. Un element de design notabil este pușca cu impulsuri, care îmbină caracteristici ale aruncătorului de flăcări original Alien și ale puștii cu impulsuri Aliens. Acest design hibrid reflectă intenția filmului de a îmbina elemente din ambele filme, creând ceva familiar, dar nou.
Cinematograful Galo Olivares a filmat folosind camere digitale Arri Alexa 35 cu Arri Master Prime și Ultra Prime lentile asferice pentru un raport de aspect de 2.39:1. Acest lucru a fost ales pentru a fi un echilibru vizual între Alien, care a fost filmat folosind obiective anamorfice într-un format 2.39:1, și Aliens, care a fost filmat folosind lentile asferice pentru un raport de aspect de 1,85:1. Olivares începea filmarea scenelor cu obiective cu unghi larg și trecea treptat la obiective mai lungi pe măsură ce scenele deveneau mai intense, un obiectiv de 75 mm fiind cel mai lung obiectiv folosit. Álvarez a ales o nuanță portocalie ca culoare definitorie a filmului, îndepărtându-se de tonurile albastre ale filmelor „Alien” anterioare. Această alegere a urmărit să ofere filmului o identitate vizuală distinctă, menținând în același timp o legătură cu estetica consacrată a francizei.
Álvarez s-a consultat în timpul producției filmului cu regizorul Alien Ridley Scott și cu regizorul Aliens James Cameron, care și-au exprimat amândoi aprobarea.

### Post-producție
Imaginile generate pe calculator din film au fost create de studiourile de efecte Industrial Light and Magic, Fin Design, Image Engine, Tippett Studio, Wētā FX, Wylie Co., Atomic Arts și Metaphysic.
Artistul de efecte vizuale Ian Hunter a creat efecte în miniatură pentru film, inclusiv nava spațială Corbelan IV și sonda Weyland-Yutani Echo. Aceste efecte vor fi fie filmate direct, fie scanate într-un computer pentru modelare CGI. Inițial, miniaturile au fost concepute doar ca ajutoare pentru efecte vizuale, însă, în cele din urmă, miniaturile au fost construite, pictate și finisate de compania de efecte Studio Gillis și filmate în fața unor ecrane pline și fum. Filmarea miniaturilor a avut loc în Los Angeles pentru a facilita spațiul de scenă, membrii echipei și facilitățile necesare.

## Muzică
Partitura a fost compusă de Benjamin Wallfisch. Partitura conține teme și indicații din Alien, compus de Jerry Goldsmith; Aliens, compus de James Horner; și piesele 'Life' și 'We Were Right' din Prometheus, compus de Harry Gregson-Williams. Se aude, de asemenea, compoziția „Entry of the Gods into Valhalla/Intrarea zeilor în Valhalla” din Das Rheingold de Richard Wagner, care a fost foarte prezentă în Alien: Covenant. Albumul cu coloana sonoră a fost lansat de Hollywood Records pe 16 august. O ediție vinil a coloanei sonore, cu șase piese bonus, a fost lansată pe 15 noiembrie 2024.

## Marketing

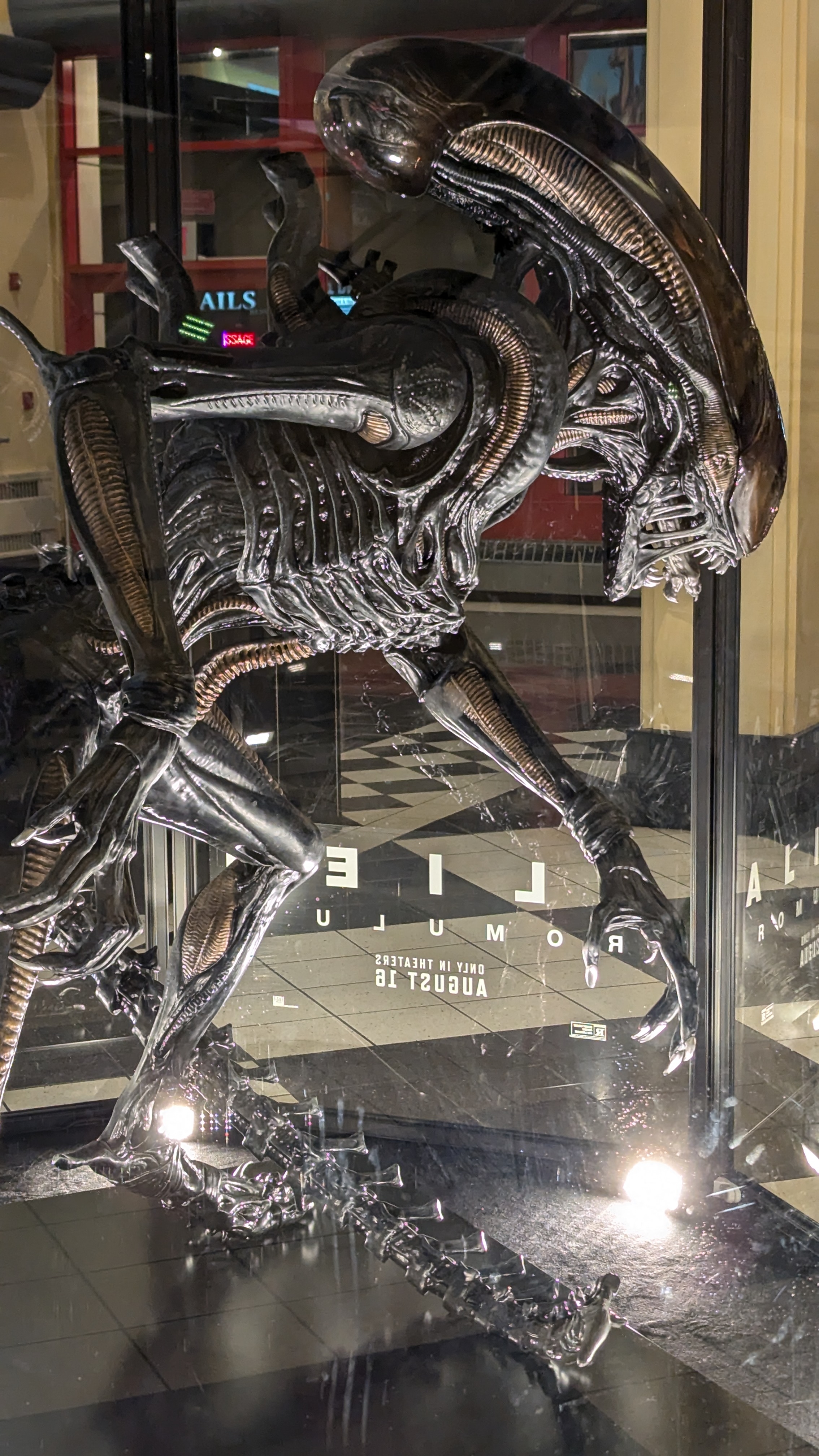
Un afiș promoțional pentru film cu un xenomorph

După ce primele recenzii au considerat că actul al treilea a fost dezbinător, Disney a creat prompt reclame digitale pentru a genera vâlvă, îndemnând publicul să vizioneze filmul înainte de a auzi spoilere despre final. Marketingul s-a bazat pe moștenirea mărcii Alien, primul trailer de pe 20 martie adunând aproape 50 de milioane de vizualizări în 24 de ore. Parteneriatele cu cinematografele au oferit produse alimentare personalizate, băuturi și statui xenomorphe în mărime naturală, care au fost distribuite pe scară largă pe rețelele sociale. Aceste produse au inclus, de asemenea, o găleată de popcorn, parte a unei tendințe după Dune: Partea II (a se vedea popcorn bucket meme) și Deadpool & Wolverine la începutul anului. Campania s-a extins, de asemenea, pe toate platformele Disney, cu preluări pe ESPN SportsCenter, maratoane Alien pe FX și plasări importante pe Hulu și Disney+. Legăturile promoționale au inclus o ediție limitată de pantofi Reebok x Aliens, bere cu tematică Alien de la Angel City Brewery și produse cosmetice de la Phoenix Rising. În plus, franciza a oferit produse de consum și a găzduit un parteneriat cu jocul video Dead by Daylight, care prezenta un nou personaj legat de lansarea filmului. Eforturile de marketing au valorificat moștenirea francizei, potrivit Deadline Hollywood, 52% din publicul intervievat de Screen Engine și Comscore PostTrak menționând dragostea lor pentru serie ca principal motiv pentru vizionarea filmului în weekendul premierei.

## Lansare

### Cinematografe
Alien: Romulus a fost inițial destinat să fie lansat direct pe Hulu, dar Walt Disney Studios Motion Pictures a mutat filmul la o lansare în cinematografe cu puțin timp înainte de începerea filmărilor. Filmul a avut premiera mondială în Los Angeles pe 12 august, 2024, și proiectat la Festivalul Internațional de Film de la Edinburgh pe 15 august pentru premiera sa britanică. A fost lansat de 20th Century Studios în Statele Unite și Regatul Unit în ziua următoare, pe 16 august.

### Home media
Alien: Romulus a fost lansat prin descărcare digitală pe 15 octombrie 2024, și a fost lansat pe Ultra HD Blu-ray, Blu-ray, și DVD pe 3 decembrie, de Sony Pictures Home Entertainment. Acesta include scene șterse și în spatele scenei featurette. Acesta va primi, de asemenea, o lansare limitată pe VHS la aceeași dată, făcându-l prima tranșă din serie pentru a primi o lansare oficială pe format de la Alien vs. Predator (2004), precum și primul film major de la Hollywood care face acest lucru din 2006.

## Recepție

### Box office
La data de 10 noiembrie 2024 , Alien: Romulus a încasat 105,3 milioane de dolari în Statele Unite și Canada și 245,5 milioane de dolari în alte teritorii, pentru un total mondial de 350,9 milioane de dolari. Filmul a obținut 40 de milioane de dolari din IMAX la nivel global, fiind filmul de groază cu cele mai mari încasări în acest format.
În Statele Unite și Canada, Alien: Romulus a fost estimat la încasări de 28-40 milioane de dolari în weekendul de deschidere, unele estimări ajungând până la 45-55 milioane de dolari. Filmul a făcut 18 milioane de dolari în prima sa zi, inclusiv 6.5 milioane din avanpremierele de joi seara. A continuat să debuteze cu 42 de milioane de dolari, în fruntea box office-ului. Cele trei zile de deschidere au inclus un număr estimat de 2.7 milioane de intrări și a fost a doua cea mai mare pentru franciză și un record pentru regizorul Fede Álvarez (depășind cele 26,4 milioane de dolari obținute de Omul din Întuneric din 2016) și actrița Cailee Spaeny (depășind cele 28,1 milioane de dolari obținute de Pacific Rim 2: Revolta din 2018). Întrebați care au fost cei mai importanți factori în vizionarea filmului, spectatorii chestionați de PostTrak au menționat trailerul din sală (21%), trailerul online (13%) și word of mouth (13%). În al doilea weekend, filmul a făcut $16.4 milioane, o scădere de 61%, terminând în spatele holdover-ului Deadpool & Wolverine'. În doar două weekenduri, filmul a devenit al doilea film horror cu cele mai mari încasări în IMAX cu 31.2 milioane de dolari, doar după Prometheus (31,8 milioane de dolari).
În afara Statelor Unite și a Canadei, filmul a obținut 68,1 milioane de dolari de pe piețele internaționale în weekendul său de deschidere, pentru un debut global de 110,1 milioane de dolari, pe care The New York Times l-a catalogat drept un succes. Încasările sale internaționale au inclus $25.7 milioane din China, pe care Deadline Hollywood le-a numit o „supra-performanță”. A fost al doilea film hollywoodian cu cele mai mari încasări ale anului în China, cu 110 milioane de dolari, după Godzilla x Kong: Un nou imperiu.

### Reacția criticilor
Alien: Romulus a primit recenzii pozitive din partea criticilor.
Site-ul agregator de recenzii Rotten Tomatoes a raportat că criticii au lăudat „imaginile izbitoare ale filmului și teroarea claustrofobă cu acțiune sângeroasă și o interpretare formidabilă a lui Cailee Spaeny”, numindu-l „probabil cea mai bună tranșă de la Aliens”. Pe site, 80% din 383 de critici au dat filmului o recenzie pozitivă, cu un rating mediu de 6.9/10. Consensul său al criticilor se citește: „Onorându-și predecesorii de coșmar, în timp ce se umflă în piept cu noi spaime proprii, Romulus injectează niște sânge proaspăt acid într-una dintre marile francize horror ale cinematografiei.” Conform Metacritic, filmul a primit recenzii „în general favorabile” pe baza unui scor (medie ponderată) de 64 din 100 de la 57 de critici.
Publicul chestionat de CinemaScore a acordat filmului o notă medie de „B+” pe o scară de la A+ la F, în timp ce cei chestionați de PostTrak i-au acordat un scor pozitiv de 82%, cu 65% care au declarat că l-ar recomanda cu siguranță. Jordan Hoffman din Entertainment Weekly a lăudat regia, designul și scenariul filmului, numindu-l „impresionant, totuși, mai ales prin modul în care arată ca un film nou, dar este simpatico cu tehnologia originalului din 1979” și a considerat-o pe Spaeny „cea mai bună armă din arsenal.... diferențiindu-se destul de mult de personajele cu ochi mari pe care le-a jucat în Civil War și Priscilla. S-ar putea ca micuța ei natură să nu fie un erou de acțiune, dar, așa cum s-a stabilit de mult timp, în spațiu, nimeni nu te poate auzi țipând oricum." Owen Gleiberman din Variety a numit Alien: Romulus „una dintre cele mai bune continuări Alien... Oferă produse de groază într-un mod în care niciunul dintre ultimele trei filme Alien nu a făcut-o”. El a mai scris că "Spaeny, cu ochii ei limpezi și hotărârea ei senină, își face simțită prezența ca Rain, cel mai apropiat echivalent aici al neînfricatei Ripley." James Mottram, într-o recenzie de cinci stele pentru NME', a descris filmul ca fiind „palpitant și înfricoșător" și apropiindu-se „de strălucirea lui Ridley Scott și James Cameron”. El a lăudat designul de producție, munca digitală, efectele practice și vizuale și partitura. Mottram a descris interpretarea lui Jonsson în rolul lui Andy ca fiind „remarcabilă” un punct de vedere împărtășit de Clarisse Loughrey care scrie pentru The Independent. Mick LaSalle de la San Francisco Chronicle a criticat filmul, scriind: „Primele 45 de minute sunt plictisitoare de nedescris. [...] În scenariu, extratereștrii se trezesc și adorm după bunul plac al scenariștilor, nu într-un mod care să aibă un sens coerent. [...] Greșeala fundamentală a venit atunci când cineva a spus: „Hei, hai să facem un alt film Alien”. Vești de ultimă oră: conceptul de extraterestru este mort. Lasă-l în pace, și lasă-l pe bietul Ian Holm în pace.”
David Ehrlich de la Indiewire a scris: „Regizorul preferă să-și tortureze distribuția decât să le dezvolte personajele. Nu este nimic în mod inerent greșit cu acest compromis, dar Álvarez nu satisface prima jumătate a ecuației suficient de bine pentru a justifica nepăsarea sa față de a doua. Plin de șocuri [...] și lipsit de sperieturi mai profunde, Romulus nu este nici pe departe suficient de inventiv pentru a-și înfrunta măcelul în detrimentul sufletului său.” Bilge Ebiri, scriind pentru Vulture, și-a exprimat dezamăgirea față de ambiția redusă a filmului în comparație cu alte episoade, afirmând că este „un film conceput în principal pentru a oferi niște senzații de bază de gen și pentru a menține IP-ul în viață, astfel încât Fox, acum deținută de Disney, să poată genera mai multe filme Alien.... Alien: Romulus este destul de distractiv, dar este, de asemenea, uitabil instantaneu - ceva ce nu cred că am spus vreodată despre orice alt film Alien, bun sau rău.”

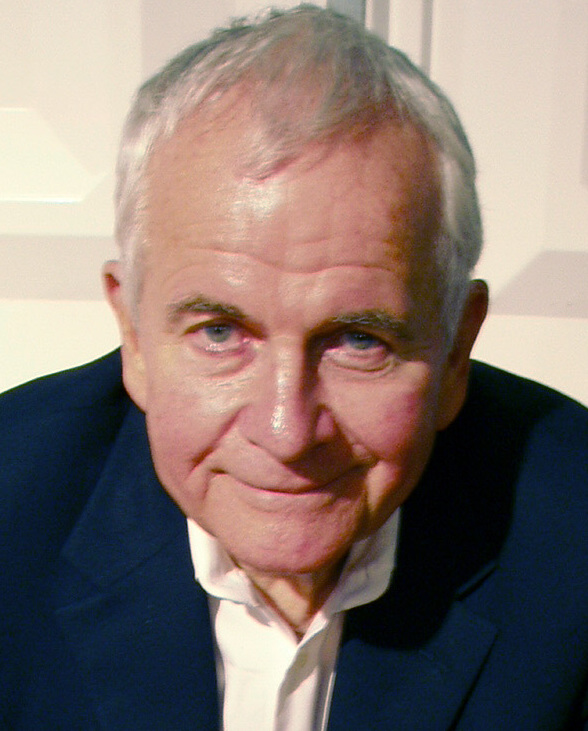
Decizia de a folosi asemănarea decedatului Ian Holm pentru personajul Rook a fost criticată pe scară largă

Decizia de a-l adăuga digital pe regretatul Ian Holm pentru personajul Rook a fost criticată pe scară largă. Wendy Ide de la The Guardian a numit-o „o alegere ciudat de greșită” care a fost „macabră, exploatată, lipsită de respect și inutilă”. În Slate, Sam Adams a spus: „De ce să lăsăm morții să se odihnească când există IP [proprietate intelectuală] pentru a fi exploatate?”. El a continuat să compare studioul filmului cu corporația ticăloasă Weyland-Yutani din franciză, în sensul că este „un conglomerat masiv care pune profitul înaintea respectului pentru viețile oamenilor”. Loughrey a numit-o „problematică din punct de vedere etic” și „necromanție cinematografică” în timp ce Jesse Schedeen pentru IGN a numit-o o „eroare neforțată” care a fost „deranjantă și complet inutilă” și care aproape a distrus filmul. În mod similar, Chris Evangelista pentru SlashFilm a spus: „Este deranjant și ciudat. Nu arată niciodată real [...] Adevărul simplu este că nu numai că nu arată bine, dar este o idee proastă în general”. Criticul Tim Robey de la The Daily Telegraph a comentat: „Un lucru de care nu credeam că mă voi plânge în 2024 a fost că un film are prea mult Ian Holm în el”.
Álvarez, ca răspuns la reacție, a comparat utilizarea CGI pentru a recrea asemănarea lui Ian Holm cu alți actori care poartă proteze pentru a portretiza figuri istorice, cum ar fi Gary Oldman în rolul lui Winston Churchill în Darkest Hour: „Nu cred că Churchill a vrut asta, și cred că asta e mai rău, pentru că ei se prefac că sunt ei... Acesta nu sunt eu pretinzând că sunt Ian Holm... Este doar machiajul care îl face să arate ca el.” Criticul James Mottram a lăudat includerea digitală spunând că „funcționează bine, atât din punct de vedere tehnic, cât și narativ.”

## Mediile conexe
O carte de benzi desenate tie-in prequel, care face legătura între evenimentele din Alien și Romulus, scrisă de Zac Thompson și desenată de Daniel Picciotto, a fost publicată de Marvel Comics în octombrie 2024. One-shot-ul explorează evenimentele petrecute pe stația spațială Renaissance, oferind contextul întâlnirii cu extratereștrii cu care se confruntă Rain, Andy și echipajul lor la bordul navei spațiale deteriorate.

## Viitorul
Álvarez i-a spus lui Brian Davids de la The Hollywood Reporter că are idei în minte pentru o continuare la Romulus, dar nu vrea să se grăbească cu nimic, citând diferența de șapte ani dintre primele două filme: „Noi chiar încercăm să ne gândim la asta mai mult în termeni de poveste și dacă are nevoie de un alt capitol și dacă oamenii vor să știe ce se întâmplă în continuare. Așa că vom aștepta să vedem ce cred oamenii și dacă oamenii cer asta. Filosofia mea este că nu ar trebui să faci niciodată [o continuare] în doi ani. Trebuie să te îndepărtezi. Trebuie să convingi publicul să-l dorească cu adevărat. Dacă te gândești la Alien și Aliens, sunt șapte ani între ele. Dar cu siguranță avem idei despre direcția în care ar trebui să meargă.”
Álvarez a mai spus că este deschis să regizeze un al treilea film Alien vs. Predator, propunându-le lui Melanie Brooks și Anthony D'Alessandro de la Deadline Hollywood că i-ar face plăcere să-l regizeze împreună cu Dan Trachtenberg, regizorul filmelor Predator Prey (2022) și Predator: Badlands (2025): „Poate e ceva ce trebuie să co-regizez cu amicul meu Dan. Poate ar trebui să facem ca [Quentin] Tarantino și Robert Rodriguez cu [From] Dusk till Dawn. Eu voi regiza o jumătate, iar el va regiza altă jumătate.”
În octombrie 2024, președintele 20th Century Studios, Steve Asbell, a declarat: „Acum lucrăm la o idee de continuare. Nu am încheiat încă înțelegerea cu Fede [Alvarez], dar o vom face, iar el are o idee la care lucrăm.”